# Centro Público Rural
Un Centro Público Rural en Andalucía es una agrupación escolar formada por dos o más escuelas rurales que mantuvieron su ubicación geográfica pero dejaron de ser independientes para convertirse en un único centro, de acuerdo a lo establecido en la Orden del 15 de abril de 1988 por la que se desarrolla el Decreto sobre constitución de colegios públicos rurales de la Comunidad Autónoma Andaluza y otras medidas del Plan de Actuación para la escuela rural en  Andalucía.

## Características organizativas de los CPR
El CPR está formado por secciones  o conjunto de aulas ubicadas en diferentes núcleos de población (que se corresponderían con las escuelas rurales que existían antes de la agrupación) cuya finalidad es la de compartir recursos, profesorado y desarrollar actividades comunes y encuentros que favorezcan al proceso de socialización del alumnado.
Esta agrupación es a todos los efectos administrativamente un centro con: Proyecto Educativo de Centro, Consejo Escolar, Claustro de Profesores y Equipo Directivo, por lo que el profesorado tiene  que reunirse periódicamente para facilitar la labor de coordinación.
En la plantilla del CPR hay que diferenciar entre el profesorado que permanece la mayor parte de su jornada en su sección de referencia, nos referimos a los tutores, y al profesorado itinerante, que son los especialistas de Música, Educación Física, Inglés,…  que se desplazan de una  localidad a otra para impartir su materia. La figura del itinerante surge a partir de la creación de las agrupaciones escolares.
Por otro lado, los CPR, al igual que el resto de escuelas rurales, se caracterizan por tener una estructura con grupo multigrado. Es decir, en  la totalidad o en algunas de sus aulas, niños y niñas de diferentes grados o cursos, e incluso etapas educativas, comparten su proceso de enseñanza-aprendizaje en un espacio común en el que son guiados por un único maestro o maestra.
Esta estructura no es más que el reflejo del perfil demográfico propio de poblaciones pequeñas que se encuentran en el medio rural.
En Andalucía, las etapas educativas que se imparten en los Centros Públicos Rurales son las de Educación Infantil, Educación Primaria y algunos casos el primer ciclo de Educación Secundaria Obligatoria.

## Otros modelos de agrupación de escuelas rurales en España
Las agrupaciones en el ámbito de la educación rural no solo tuvieron lugar en Andalucía, también en resto de comunidades autónomas de España se produjeron atendiendo a diferentes modelos  y denominaciones:
- CRA: Colegio Rural Agrupado (Cantabria, Extremadura, Asturias, Castilla y León, Castilla-La Mancha, Madrid, Murcia, Galicia, Aragón, Navarra y la Rioja). La realidad organizativa de los CRA es prácticamente la misma que la de los CPR aunque bajo esta denominación.
- CPR: Colegio Público Rural (Andalucía).
- ZER: Zona Escolar Rural (Cataluña).
- CER: Colectivos de Escuelas Rurales (Canarias).[5]

## Escuelas rurales no agrupadas
Tanto en Andalucía como en el resto de Comunidades Autónomas hubo escuelas rurales que no tuvieron opción de agruparse debido al aislamiento geográfico. En Andalucía adquieren la denominación de CEIP como cualquier otro centro, aunque siguen manteniendo sus peculiaridades como la multigraduación.